# Jevišovice
Jevisovice – miasto w Czechach, w kraju południowomorawskim. 
Według danych z 1 stycznia 2024, liczba mieszkańców miasta wynosi 1150 osób (1329. miejsce w kraju wśród miejscowości; 572. miejsce wśród miast).

## Demografia
| Rok             | 2008 | 2016 | 2024 |
| --------------- | ---- | ---- | ---- |
| Liczba ludności | 1165 | 1140 | 1150 |